# Masacre de Plaine Savo
La masacre de Plaine Savo ocurrió el 2 de febrero de 2022 en el territorio de Djugu, en la provincia de Ituri, en la República Democrática del Congo cuando más de 60 civiles fueron asesinados.

## La masacre
En las primeras horas del 2 de febrero de 2022, insurgentes de la Cooperativa para el desarrollo del Congo (CODECO) armados con machetes y "armas blancas" llevaron a cabo una masacre de más de 60 habitantes de Plaine Savo, un campamento para personas desplazadas en la provincia de Ituri, en el noreste de la República Democrática del Congo, donde viven unas 4.000 personas.
Un residente local dijo: “Escuché gritos por primera vez cuando todavía estaba en la cama. Luego varios minutos de disparos. Hui y vi antorchas y gente pidiendo ayuda a gritos y entendí que eran los milicianos de CODECO los que habían invadido nuestro sitio".
Cuatro personas, incluido el líder comunitario Bahema N'adhere, fueron trasladadas al hospital por sus heridas. Dos días después de la masacre, es decir del 4 de febrero de 2022, más de 50 ataúdes fueron enterrados en una fosa común excavada en el mismo lugar de la masacre. Algunos cuerpos fueron recuperados por sus familias para ser enterrados en sus pueblos de origen.